# Borneói füleskuvik
A borneói füleskuvik (Otus brookii) a madarak (Aves) osztályának a bagolyalakúak (Strigiformes) rendjéhez, ezen belül a bagolyfélék (Strigidae) családjához tartozó faj.

## Rendszerezése
A fajt Richard Bowdler Sharpe angol ornitológus írta le 1892-ben, a Scops nembe Scops brookii néven.

## Alfajai
- Otus brookii brookii (Sharpe, 1892) - Borneó
- Otus brookii solokensis (Hartert, 1893) - Szumátra [2]

## Előfordulása
Indonézia és Malajzia területén, Borneó és Szumátra szigetén honos. Természetes élőhelyei a szubtrópusi és trópusi hegyi esőerdők. Állandó, nem vonuló faj. Tudományos faji nevét James Brooke Sarawak első fehér rádzsája tiszteletére kapta.

## Megjelenése
Testhossza 23 centiméter.
|  |

## Természetvédelmi helyzete
Az elterjedési területe még nagy, de csökken, egyedszáma is csökken, de még nem éri el a kritikus szintet. A Természetvédelmi Világszövetség Vörös listáján nem fenyegetett fajként szerepel.

## További információ
- Képek az interneten a fajról
- Xeno-canto.org - a faj hangja és elterjedési területe